# Knut Knudsen
Knut Knudsen (Levanger, 12 oktober 1950) is een Noors voormalig wielrenner, die in 1972 olympisch kampioen achtervolging (baanwielrennen) werd in het Olympia-Radstadion van München. Nadien volgden nog verschillende ereplaatsen in het baanwielrennen, waaronder een wereldtitel, voordat hij overstapte naar de beroepsrenners in 1974.
Knudsen reed voor Italiaanse ploegen en boekte ook vooral in Italië zijn overwinningen. Zo won hij meerdere etappes in de Giro, de Trofeo Laigueglia en de Tirreno-Adriatico.
Knudsen beëindigde zijn loopbaan in 1981.

## Belangrijkste overwinningen
1967
 Noors kampioen op de weg, junioren
1972
 Noors kampioen op de weg, elite
 Noors kampioen tijdrijden, elite
1973
 Noors kampioen op de weg, elite
 Noors kampioen tijdrijden, elite
1974
5e etappe (deel B) Ronde van Romandië
1975
1e etappe Ronde van Italië
1976
1e etappe Ronde van Romandië
1e etappe (deel B) Cronostaffetta
Eindklassement Cronostaffetta
1977
5e etappe Tirreno-Adriatico
4e etappe (deel B) Ronde van Romandië
9e etappe Ronde van Italië
1978
Trofeo Laigueglia
Trofeo Baracchi (met Roy Schuiten)
3e etappe Ronde van Sardinië
Eindklassement Ronde van Sardinië
5e etappe (deel B) Tirreno-Adriatico
Col San Martino
Ronde van Reggio Calabria
1979
Proloog Ronde van Trentino
Eindklassement Ronde van Trentino
5e etappe (deel B) Tirreno-Adriatico
Eindklassement Tirreno-Adriatico
3e en 5e (deel B) etappe Ronde van Romandië
10e etappe Ronde van Italië
1980
GP Eddy Merckx
1e etappe (deel B) Cronostaffetta
Eindklassement Cronostaffetta
1e etappe (deel A) Parijs-Nice
4e etappe (deel B) Ronde van Romandië
Proloog Ronde van Duitsland
1981
GP Eddy Merckx
3e etappe Ruota d’Oro
Eindklassement Ruota d'Oro
2e etappe (deel A) Cronostaffetta
Eindklassement Cronostaffetta
Proloog Parijs-Nice
Proloog, 13e en 22e etappe Ronde van Italië
4e etappe Ronde van Puglia

## Resultaten in voornaamste wedstrijden
| Jaar | Ronde van Italië | Ronde van Frankrijk | Ronde van Spanje |
| ---- | ---------------- | ------------------- | ---------------- |
| 1974 | 54e              |                     |                  |
| 1975 | 42e (1)          | opgave              |                  |
| 1976 | 57e              | 64e                 |                  |
| 1977 | 70e (1)          |                     |                  |
| 1978 | opgave           |                     |                  |
| 1979 | opgave (1)       | 27e                 |                  |
| 1980 | 15e              |                     |                  |
| 1981 | 22e (3)          |                     |                  |

| Jaar | Milaan-San Remo | Ronde van Vlaanderen | Amstel Gold Race |  | WK op de weg |  | Wereldranglijsten |
| ---- | --------------- | -------------------- | ---------------- |  | ------------ |  | ----------------- |
| 1974 | 26e             | 14e                  |                  |  | opgave       |  |                   |
| 1975 |                 |                      | 10e              |  | opgave       |  | 49e (SPP)         |
| 1976 |                 |                      |                  |  | opgave       |  |                   |
| 1977 |                 |                      |                  |  | opgave       |  |                   |
| 1978 | 81e             |                      |                  |  |              |  |                   |
| 1979 | ↑               |                      |                  |  | 7e           |  | 33e (SPP)         |
| 1980 |                 |                      |                  |  | opgave       |  |                   |
| 1981 |                 |                      |                  |  | 65e          |  |                   |

1964: Jiří Daler ·
1968: Daniel Rébillard ·
1972: Knut Knudsen ·
1976: Gregor Braun ·
1980: Robert Dill-Bundi ·
1984: Steve Hegg ·
1988: Gintautas Oemaras ·
1992: Chris Boardman ·
1996: Andrea Collinelli ·
2000: Robert Bartko ·
2004: Bradley Wiggins ·
2008: Bradley Wiggins